# 聖佩德羅山脈

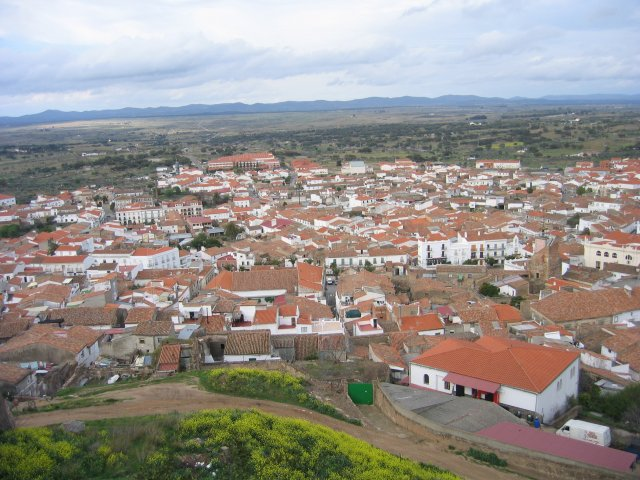

Template:Ccoord
聖佩德羅山脈（西班牙語：Sierra de San Pedro），是西班牙的山脈，位於該國西部埃斯特雷馬杜拉，屬於托萊多山脈的一部分，長60公里、寬15公里，面積800平方公里，最高點海拔高度702米。